# Lemairegisa viridis
Lemairegisa viridis är en fjärilsart som beskrevs av William Schaus 1906. Lemairegisa viridis ingår i släktet Lemairegisa och familjen tandspinnare. Inga underarter finns listade i Catalogue of Life.